# Chadeleuf
Chadeleuf é uma comuna francesa na região administrativa de Auvérnia-Ródano-Alpes, no departamento Puy-de-Dôme. Estende-se por uma área de 5,65 km². Em 2010 a comuna tinha 443 habitantes (densidade: 78,4 hab./km²).